# 303909 Tomknops
303909 Tomknops è un asteroide della fascia principale. Scoperto nel 2005, presenta un'orbita caratterizzata da un semiasse maggiore pari a 3,0911759 UA e da un'eccentricità di 0,0373491, inclinata di 9,55652° rispetto all'eclittica.